# Adwokat diabła (film 1997)
Adwokat diabła (ang. The Devil’s Advocate) – film produkcji USA z 1997 roku wyreżyserowany przez Taylora Hackforda z Keanu Reevesem, Alem Pacino i Charlize Theron w rolach głównych. Nakręcony na podstawie powieści Andrew Neidermana.

## Fabuła
Kevin Lomax jest prowincjonalnym adwokatem, który nigdy nie przegrał sprawy sądowej. Dowodzi niewinności klienta, mając dowody świadczące o jego winie. Po zakończonej sprawie, skuszony intratną propozycją, przenosi się do nowojorskiej firmy prawniczej, na czele której stoi charyzmatyczny John Milton. Imię to jest aluzją do autora Raju utraconego. Z czasem prawnik powoli zaczyna zdawać sobie sprawę, że John Milton nie jest tym, kim się być wydaje - w rzeczywistości jest diabłem.

## Obsada
- Keanu Reeves jako Kevin Lomax
- Al Pacino jako John Milton / Lucyfer
- Charlize Theron jako Mary Ann Lomax
- Jeffrey Jones jako Eddie Barzoon
- Judith Ivey jako pani Alice Lomax
- Connie Nielsen jako Christabella Andreoli
- Craig T. Nelson jako Alexander Cullen
- Tamara Tunie jako pani Jackie Heath
- Ruben Santiago-Hudson jako Leamon Heath
- Debra Monk jako Pam Garrety
- Vyto Ruginis jako Mitch Weaver, departament sprawiedliwości
- Laura Harrington jako Melissa Black
- Pamela Gray jako pani Diana Barzoon
- Heather Matarazzo jako Barbara
- George Wyner jako Meisel

## Głosy krytyków
W warstwie fabularnej film łączy wątek faustyczny z motywami, które obecne są w Dziecku Rosemary (wątek męża) oraz w filmie Harry Angel. Lomax – współczesny Faust – zawarłszy pakt z diabłem degeneruje się moralnie, a talent i wyjątkowość jego osoby obracają się przeciw niemu, gdy przecenia je i wykorzystuje w złych celach. Walor rozrywkowy filmu zdecydowanie przewyższa jego ładunek intelektualny, sprowadzający się do prostego przesłania potępiającego pychę i żądzę władzy, a afirmującego życie w zgodzie z własnym sumieniem.